# Magyarország az 1987-es fedett pályás atlétikai világbajnokságon
Magyarország az amerikai Indianapolisban megrendezett 1987-es fedett pályás atlétikai világbajnokság egyik részt vevő nemzete volt. Az ország a versenyen hat sportolóval képviseltette magát és egy bronzérmet nyert.

## Érmesek
| Érem  | Versenyző     | Versenyszám | Dátum      |
| ----- | ------------- | ----------- | ---------- |
| Bronz | Forgács Judit | 400 m       | március 8. |

## Eredmények

### Férfi
| Versenyző      | Versenyszám      | Előfutam | Előfutam | Előfutam | Elődöntő | Elődöntő | Elődöntő | Döntő    | Döntő    |
| Versenyző      | Versenyszám      | Idő      | Hely.    | Össz.    | Idő      | Hely.    | Össz.    | Idő      | Helyezés |
| -------------- | ---------------- | -------- | -------- | -------- | -------- | -------- | -------- | -------- | -------- |
| Kovács Attila  | 60 m             | 6,76     | 1.       | 17.      | 6,83     | 7.       | 15.      | kiesett  | kiesett  |
| Kovács Attila  | 200 m            | 21,58    | 2.       | 8.       | 21,79    | 4.       | 12.      | kiesett  | kiesett  |
| Bakos György   | 60 m gát         | 7,84     | 3.       | 10.      |          |          |          | kiesett  | kiesett  |
| Urbanik Sándor | 5000 m gyaloglás |          |          |          |          |          |          | 19:06,19 | 6.       |

| Versenyző     | Versenyszám | Selejtező | Selejtező | Döntő    | Döntő    |
| Versenyző     | Versenyszám | Eredmény  | Helyezés  | Eredmény | Helyezés |
| ------------- | ----------- | --------- | --------- | -------- | -------- |
| Szalma László | Távolugrás  |           |           | 7,87 m   | 6.       |

### Női
| Versenyző     | Versenyszám | Előfutam | Előfutam | Előfutam | Elődöntő | Elődöntő | Elődöntő | Döntő | Döntő     |
| Versenyző     | Versenyszám | Idő      | Hely.    | Össz.    | Idő      | Hely.    | Össz.    | Idő   | Helyezés  |
| ------------- | ----------- | -------- | -------- | -------- | -------- | -------- | -------- | ----- | --------- |
| Forgács Judit | 400 m       | 53,80    | 1.       | 5.       | 52,83    | 2.       | 4.       | 52,68 | Bronzérem |

| Versenyző     | Versenyszám | Selejtező | Selejtező | Döntő    | Döntő    |
| Versenyző     | Versenyszám | Eredmény  | Helyezés  | Eredmény | Helyezés |
| ------------- | ----------- | --------- | --------- | -------- | -------- |
| Sterk Katalin | Magasugrás  |           |           | 1,88 m   | 9.       |